# Энкантаду
Энкантаду (порт. Encantado) — муниципалитет в Бразилии, входит в штат Риу-Гранди-ду-Сул. Составная часть мезорегиона Восточно-центральная часть штата Риу-Гранди-ду-Сул. Входит в экономико-статистический микрорегион Лажеаду-Эстрела. Население составляет 20 012 человека на 2006 год. Занимает площадь 139,158 км². Плотность населения — 143,8 чел./км².

## История
Город основан 31 марта 1915 года.

## Статистика
- Валовой внутренний продукт на 2006 год составляет 161 233 324,14 реала (данные: Бразильский институт географии и статистики).
- Валовой внутренний продукт на душу населения на 2006 год составляет 8056,83 реала (данные: Бразильский институт географии и статистики).
- Индекс развития человеческого потенциала на 2000 год составляет 0,831 (данные: Программа развития ООН).

## География
Климат местности: субтропический.